# Bau 15
El Bau 15, también llamado Zeiss Bau 15 es un rascacielos histórico de Jena (Alemania). Tiene 42 m de altura y once pisos. Fue construido en 1915 con base en un diseño del arquitecto Friedrich Pützer, y es el rascacielos más antiguo de Alemania. En la actualidad es el cuarto edificio más alto de la ciudad.

## Historia
El cliente fue Carl Zeiss AG, en cuyo sitio de fábrica en el oeste del centro de Jena se construyó el edificio basado en modelos estadounidenses. Partes de los talleres ópticos del Grupo Zeiss se alojaron en el edificio. Durante la Segunda Guerra Mundial, el edificio sufrió graves daños y se quemó casi por completo.
Entre 1934 y 1935 se construyó el Bau 36, de 66 m de altura, que tiene un esqueleto de hormigón armado con perforación simétrica y una escultura de Joseph Wackerle en la entrada.
Fue renovado y alberga oficinas y apartamentos. En 1972 se construyó en sus cercanías el rascacielos JenTower de 149 m.

## Galería

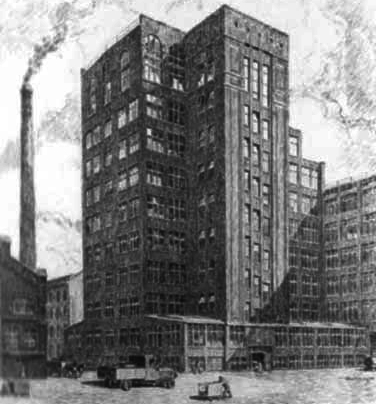
1915
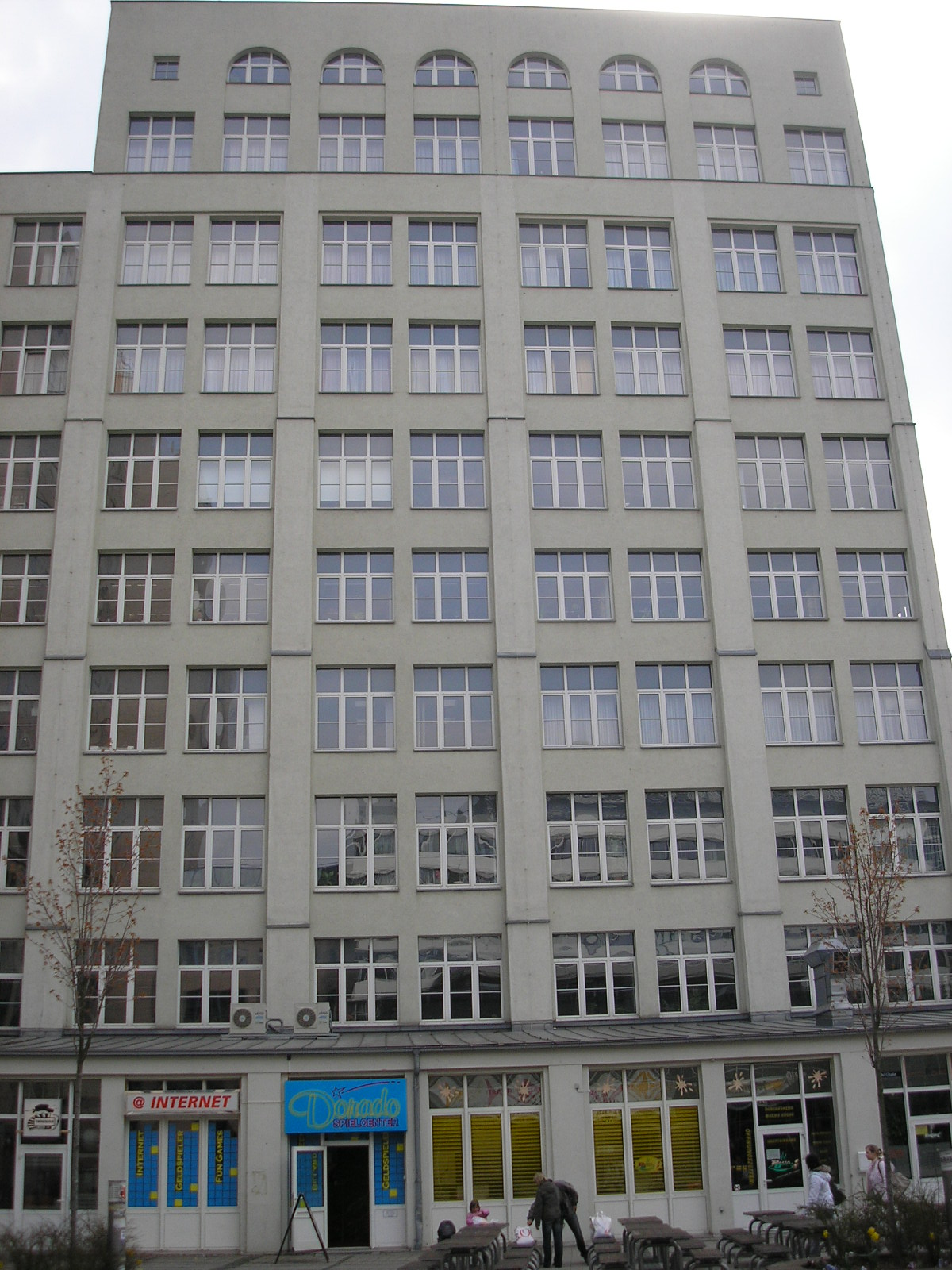
2007
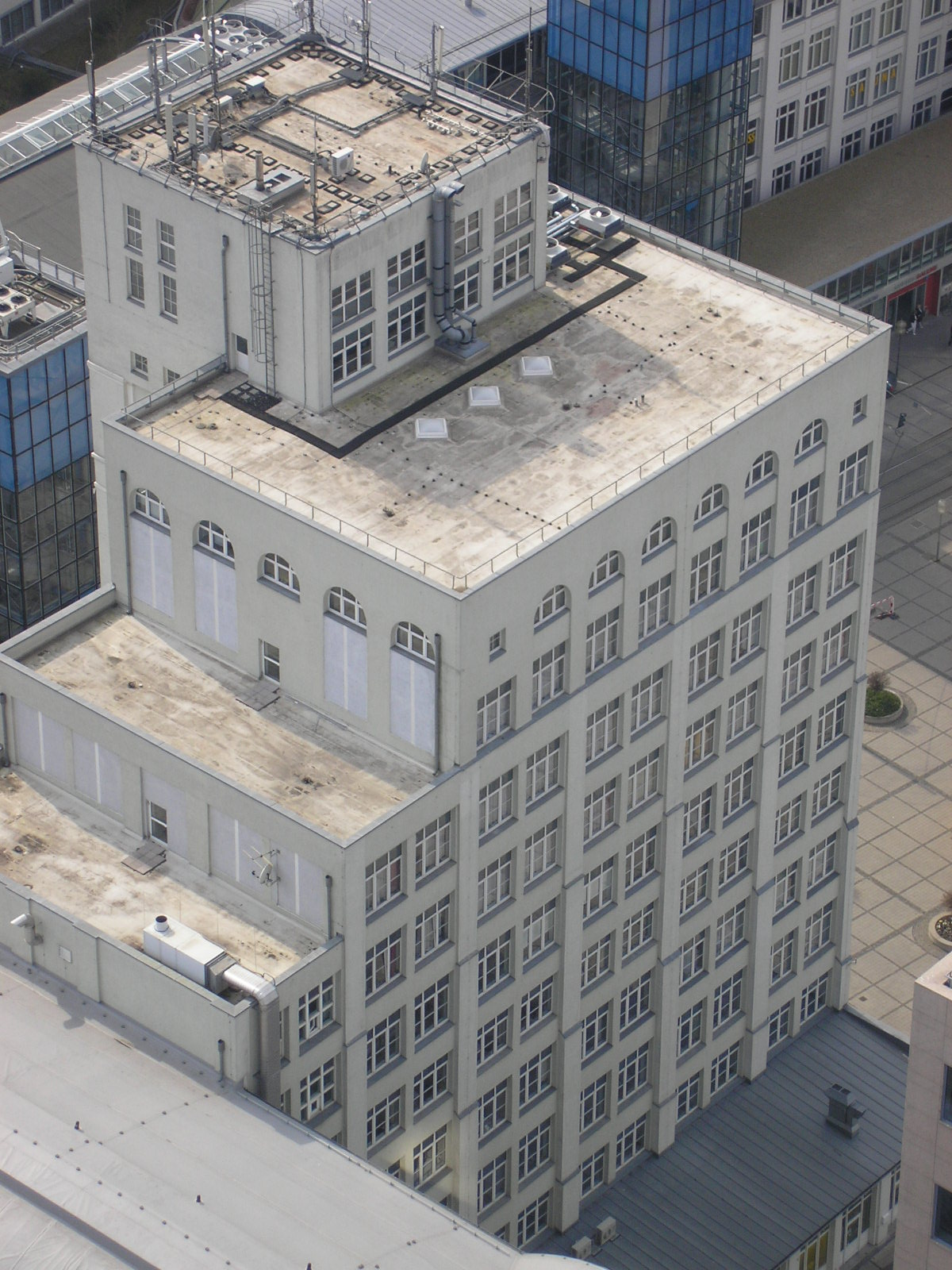
2007
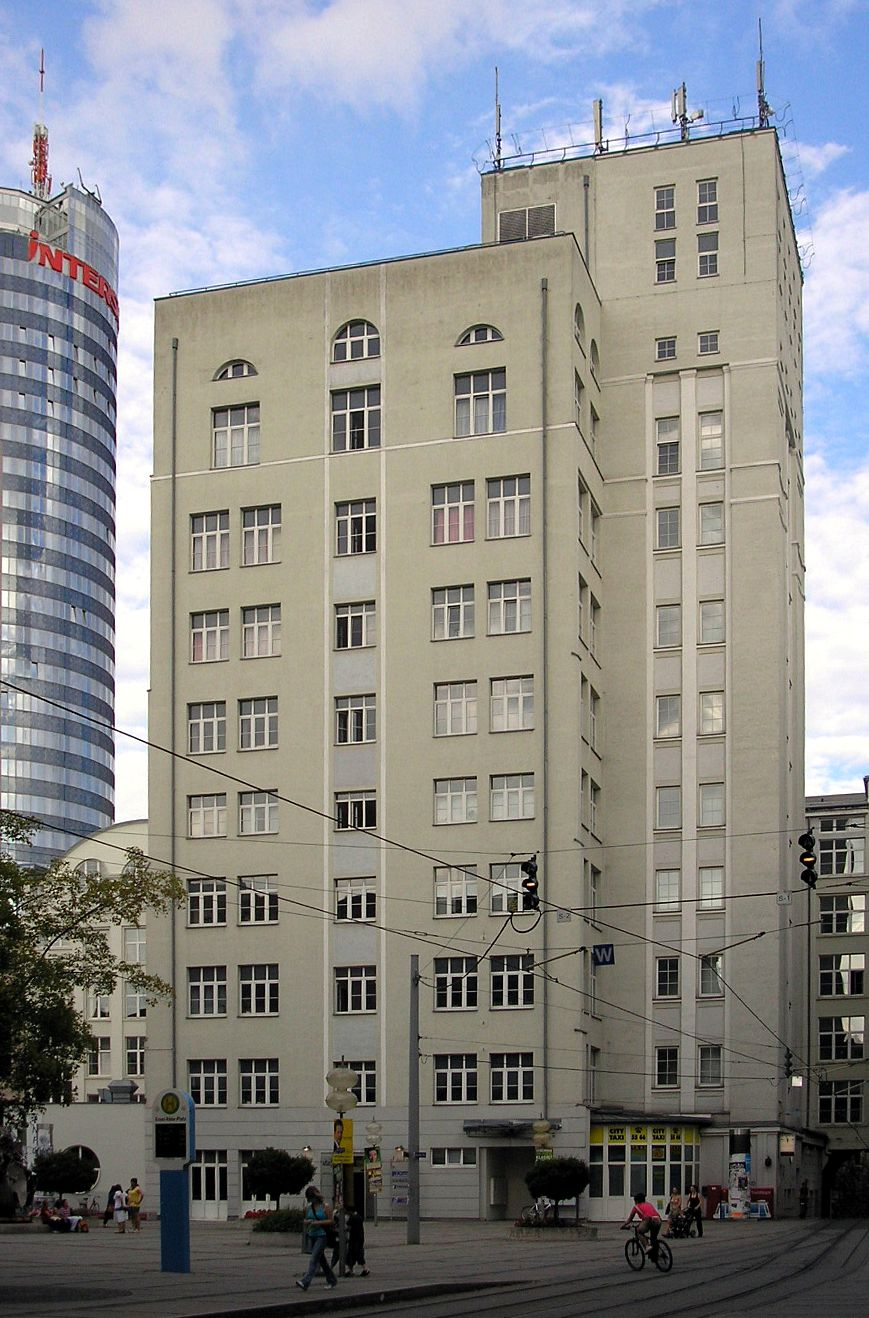
2009